# 10331 Peterbluhm
10331 Peterbluhm (1991 GM10) là một tiểu hành tinh nằm phía ngoài của vành đai chính được phát hiện ngày 9 tháng 4 năm 1991 bởi F. Borngen ở Tautenburg.